# Quit India

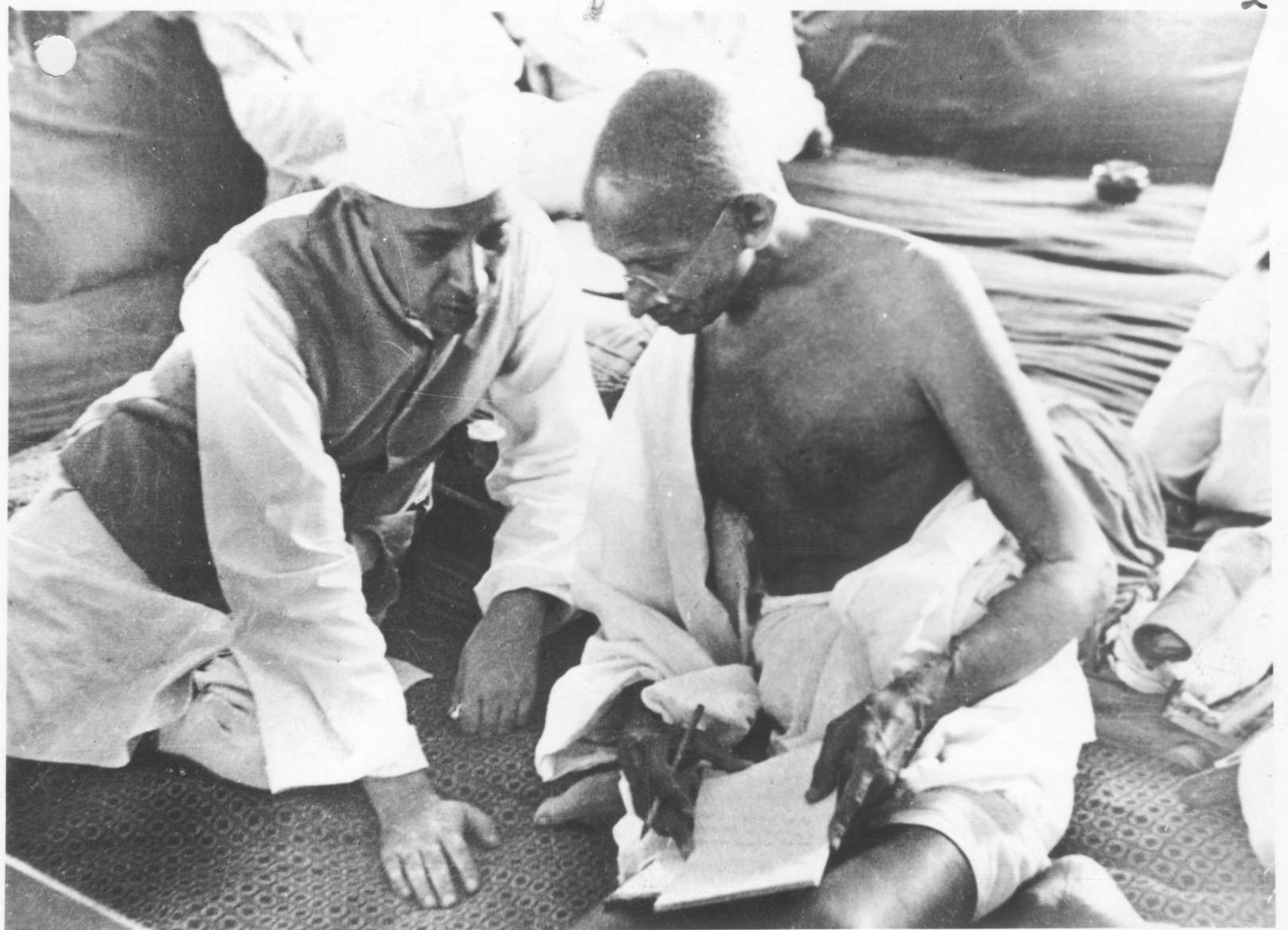
Gandhi e Jawaharlal Nehru discutono del movimento Quit India

Quit India è il nome di un movimento di disobbedienza civile operante tra l'agosto del 1942 e il settembre del 1944. Questa ribellione fu l'ultima e la più significativa di una serie di rivolte contro il dominio britannico in India (la prima avvenne nel 1920-22 e la seconda nel 1930-32). Sotto la pressione di Gandhi, l'8 agosto 1942 il Congresso Nazionale Indiano pretese l'abbandono immediato dell'India da parte dei britannici minacciando una mobilitazione di massa. Ne conseguì che il giorno successivo Gandhi e i principali leader del Congresso Nazionale Indiano vennero arrestati e gli uffici del partito sequestrati.

## Storia

### Gli inizi
Durante la riunione di Bombay nella prima settimana dell'agosto 1942, i 250 membri dell'All-India Congress Committee (AICC) erano consapevoli del fatto che una grande mobilitazione popolare avrebbe causato una serie di arresti di massa. Perciò si decise di concedere ampia libertà di azione a ogni cittadino coinvolto nel movimento d'indipendenza in nome dell'ordine dato da Gandhi "Fai o muori".
Il partito non fu messo ufficialmente fuori legge, ma i suoi comitati nazionali e provinciali furono banditi, circa 1 000 dei loro membri furono arrestati nel giro di una settimana e i canali di comunicazione furono sottoposti a censura, come il giornale Harijan di Gandhi e altre pubblicazioni inglesi e riviste vernacolari diffuse in tutto il paese. Nel giro di una settimana si verificarono violenti scontri in tutta l'India: vennero assaltati gli uffici governativi, bombardati e messi al rogo uffici postali e stazioni di polizia, danneggiate le reti ferroviarie e telematiche, organizzati scioperi nell'industria bellica. La reazione del governo britannico non tardò ad arrivare: vennero eseguiti arresti e imposte multe collettive su larga scala e si ricorse a incendi dolosi, fustigazioni, torture e attacchi aerei contro i sabotatori.
In un discorso del 10 agosto 1942 il Segretario di Stato per l'India Leo Amery giustificò gli arresti dei leader del Congresso Nazionale Indiano come misura di difesa contro le fomentazioni di scioperi e il sabotaggio dello sforzo bellico, intenzioni che erano totalmente estranee al Congresso Nazionale Indiano, ma che dopo quel discorso divennero il pretesto della prosecuzione della rivolta. Nei mesi successivi nacque una rete di stampa clandestina che diffondeva notizie su larga scala. L'AICC diffuse il cosiddetto Programma in 12 punti, la prima pubblicazione clandestina del movimento Quit India distribuita a livello nazionale, che incoraggiava gli scioperi, la produzione del sale, la cooperazione con le organizzazioni governative, il ritiro degli studenti dalle loro classi e altre attività non violente ispirate al metodo gandhiano.
Il nucleo centrale delle attività dell'AICC era sito a Bombay, da dove il gruppo emanava le direttive ai numerosi gruppi locali sparsi per il paese rivelandosi fondamentale nel coordinare il flusso di informazioni tra i centri sempre più localizzati del movimento. La sua popolarità decrebbe a partire dalla fine del 1942 per via delle proposte sempre più violente che allontanavano diversi deputati e che non si confacevano ai principi della nonviolenza propagandati da Gandhi e dagli altri leader che si trovavano in prigione.

### Il declino
Verso il settembre 1942 il movimento Quit India perse popolarità e le sue azioni furono sostenute principalmente da piccoli gruppi dispersi di rivoluzionari professionisti che si nascondevano in poche aree rurali. Fino alla fine del movimento giunta nel settembre 1944, i rivoluzionari continuarono a organizzare sabotaggi e disordini cercando di riconquistare il sostegno pubblico.
Con il rilascio di Gandhi nel maggio 1944 il movimento Quit India venne criticato duramente per la sua violenza, per la sua segretezza e per la diffusione di pubblicazioni non autorizzate. I ribelli furono esortati a consegnarsi alle forze dell'ordine e ad accettare l'idea che la detenzione volontaria subita avrebbe aiutato la lotta per l'indipendenza.